# فرودگاه بین‌المللی یوهان ادالف پنگل

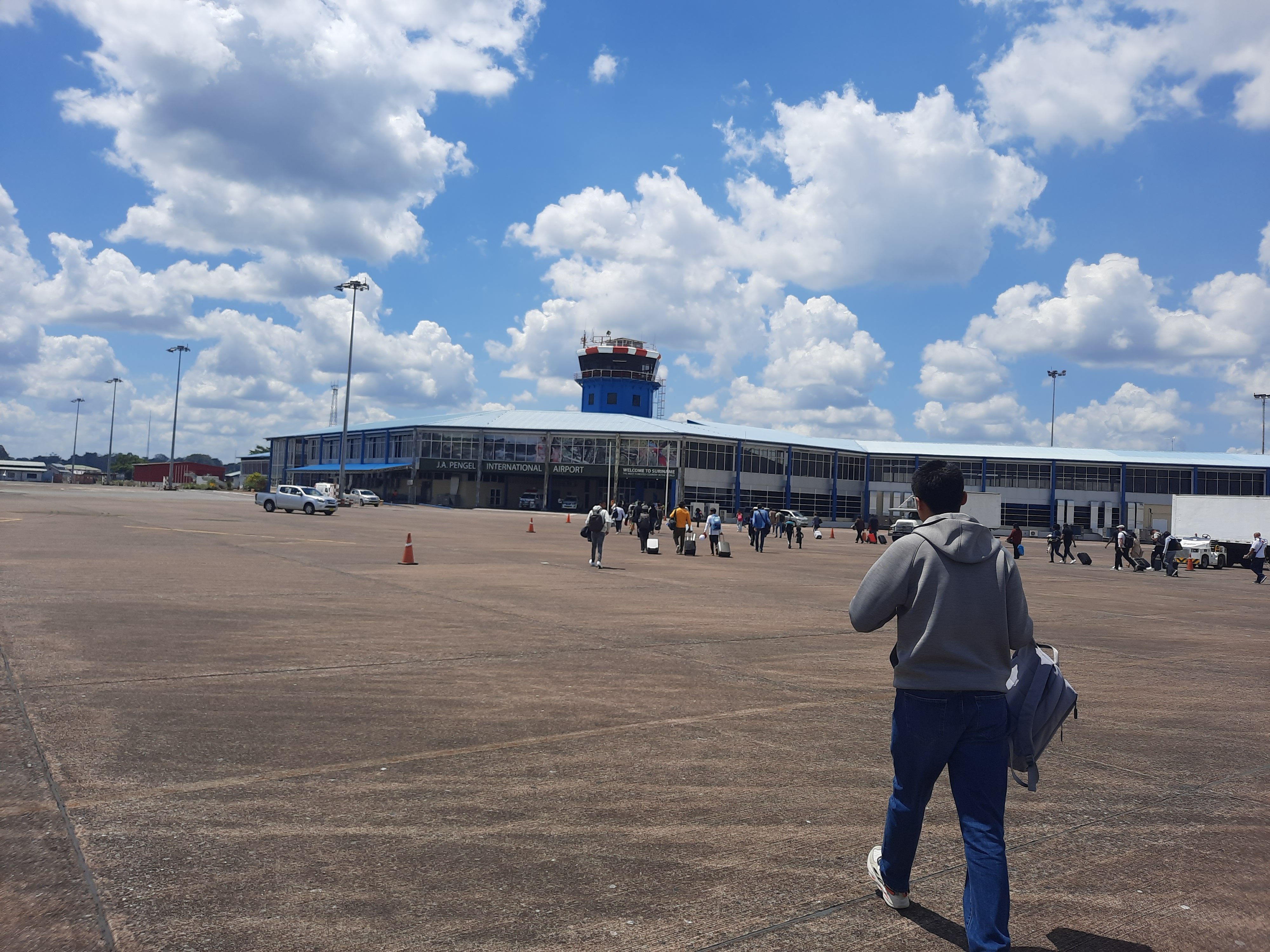
فرودگاه بین‌المللی یوهان ادالف پنگل

فرودگاه بین‌المللی یوهان ادالف پنگل (به انگلیسی: Johan Adolf Pengel International Airport) یک فرودگاه همگانی با کد یاتا PBM است که یک باند فرود آسفالت دارد و طول باند آن ۳۴۸۰ متر است. این فرودگاه در شهر پاراماریبو کشور سورینام قرار دارد و در ارتفاع ۱۸ متری از سطح دریا واقع شده‌است.

## شرکت‌های هواپیمایی و مقصدهای پروازی

### مسافری
| شرکت‌های هواپیمایی        | مقصدهای پروازی                                                                                               |
| ------------------------ | --- |
| کاریبین ایرلاینز         | پیارکو |
| Fly All Ways             | هاتو چارتر: پرینسس جولیانا                                                                                   |
| گول ایر ترنسپورت         | ول د کائس |
| کاال‌ام                   | اسخیپول آمستردام                                                                                             |
| سورینام ایرویز           | اسخیپول آمستردام، کویین بیاتریکس، ول د کائس، کاین رشابوو، هاتو، چدی جیگن، میامی، پیارکو فصلی: اورلندو سنفورد |
| تی‌یوآی ایرلاینز نیدرلندز | اسخیپول آمستردام                                                                                             |

### باری
| شرکت‌های هواپیمایی      | مقصدهای پروازی          |
| ---------------------- | ----------------------- |
| ای‌بی‌ایکس ایر           | میامی، پیارکو           |
| Amerijet International | میامی، پیارکو، چدی جیگن |